# Textile
Textile — полегшена мова розмітки запропонована Діном Алленом (англ. Dean Allen) для використання у вебі. Вперше була реалізована мовою PHP, але сьогодні має реалізації на численних інших мовах програмування. 
Поширюється на умовах ліцензії BSD. Версія 2.2 з'явилася 23 вересня 2010.

## Основи синтаксису

### Виділений текст
```
_курсив_ 

*жирний текст* 
```

### Списки
```
* Елемент невпорядкованого списку
* Інший елемент невпорядкованого списку
** Другий рівень
** Елемент другого рівня
*** Третій рівень
```

```
# Елемент впорядкованого нумерованого списку
# Інший елемент нумерованого списку
## Інший рівень нумерованого списку
```

```
* Маркер елемента списку
*# Нумерований список
*# Другий його елемент
* Знову маркер
```

### Таблиці
Вертикальна риска (|) мусить бути на початку та кінці кожного рядка. 
```
|_. Заголовок 1 |_. Заголовок 2 |_. Заголовок 3 |
| Клітинка 1 | Клітинка 2 | Клітинка 3 |
| Клітинка 1 | Клітинка 2 | Клітинка 3 |
```

### Код
```
@код програми@
```

### Заголовки
Після кожного заголовку необхідно залишати пустий рядок.
```
h1(#id). Заголовок першого рівня
```

```
h2. Заголовок другого рівня
```

```
h3. Заголовок третього рівня
```

```
h4. Заголовок четвертого рівня
```

```
h5. Заголовок п'ятого рівня
```

```
h6. Заголовок шостого рівня
```

### Цитата з відступом
```
bq. Цей текст буде внесено у тег 
HTML
 blockquote.
```

### Зображення
```
!url_зображення(альтернативний текст)!
```

## Допоміжна таблиця прикладів
Наступна таблиця підсумовує використання наявних маркерів Textile.
| Текст Textile                                                                 | Кінцевий вигляд                                                     | Кінцевий вигляд                                                     |
| ----------------------------------------------------------------------------- | ------------------------------------------------------------------- | ------------------------------------------------------------------- |
| *жирний текст*                                                                | жирний текст                                                        | жирний текст                                                        |
| _похилий текст_                                                               | похилий текст                                                       | похилий текст                                                       |
| -закреслений текст-                                                           | закреслений текст                                                   | закреслений текст                                                   |
| +підкреслений текст+                                                          | підкреслений текст                                                  | підкреслений текст                                                  |
| *_жирний похилий текст_*                                                      | жирний похилий текст                                                | жирний похилий текст                                                |
| _+похилий підкреслений текст+_                                                | похилий підкреслений текст                                          | похилий підкреслений текст                                          |
| *_-+усе разом+-_*                                                             | усе разом                                                           | усе разом                                                           |
| %{color:red}червоний текст %                                                  | червоний текст                                                      | червоний текст                                                      |
| # Елемент списку                                                              | 1. Елемент списку                                                   | 1. Елемент списку                                                   |
| * Елемент списку                                                              | Елеменет списку                                                     | Елеменет списку                                                     |
| * невпорядкований список ** 2-й рівень                                        | - невпорядкований список - 2-й рівень                               | - невпорядкований список - 2-й рівень                               |
| \|Таблиця \| з двома \|\|колонками \| і рядками \|                            | Таблиця                                                             | з двома                                                             |
| \|Таблиця \| з двома \|\|колонками \| і рядками \|                            | колонками                                                           | і рядками                                                           |
| "Українська Вікіпедія":http://uk.wikipedia.org                                | Українська Вікіпедія [Архівовано 16 травня 2008 у Wayback Machine.] | Українська Вікіпедія [Архівовано 16 травня 2008 у Wayback Machine.] |
| !http://commons.wikimedia.org/wiki/Special:Filepath/Wikipedia-logo-v2-uk.png! |                                                                     |                                                                     |
| Торгова марка ^TM^                                                            | Торгова марка TM                                                    | Торгова марка TM                                                    |
| Текст ~нижній індекс~                                                         | Текст нижній індекс                                                 | Текст нижній індекс                                                 |

## External links
- Офіційна сторінка
- Довідка з синтаксису на основі прикладів [Архівовано 11 травня 2011 у Wayback Machine.]